# Highgate
Highgate ist ein vorstadtähnliches Gebiet im Norden Londons an der nordöstlichen Ecke von Hampstead Heath. Es ist eine der teuersten Wohngegenden in Greater London, was die Lebenshaltung angeht. Der fast ländliche Charakter Highgates wird durch die Highgate Society geschützt.
Bis zum Ende der Viktorianischen Zeit war Highgate ein eigenständiges Dorf außerhalb Londons, an der Hauptstraße, die nach Norden führte. In dem Gebiet sind noch ausgedehnte Grünflächen vorhanden, wozu auch der östliche Bereich von Hampstead Heath mit drei alten Wäldern gehört sowie Waterlow Park und die nach Osten gerichteten Hänge, die als Highgate Bowl bekannt sind.
Highgate selbst ist eine Ansammlung von weitgehend dem Stil der Georgianischen Architektur entsprechenden Geschäften, Pubs, Restaurants und Straßen mit Wohngebäuden, unter denen sich zahlreiche Baudenkmale befinden, darunter die 1565 errichtete Highgate School, Jacksons Lane in einem im Grade II eingestuften ehemaligen Kirchengebäude, das Gasthaus Gatehouse aus dem Jahr 1670 und Berthold Lubetkins in den 1930er Jahren entstandene Bauwerke Highpoint I und II. Highgate ist vor allem für seinen viktorianischen Friedhof, dem Highgate Cemetery bekannt, in der  Karl Marx seine letzte Ruhestätte fand.
Highgate liegt auf einem Hügel, der den Blick über große Teile Londons erlaubt, und liegt in einer maximalen Höhe von 114 m über dem Meeresspiegel.
Die frühere Gemarkung Highgates ist heute auf drei Londoner Boroughs aufgeteilt: Haringey im Norden, Camden im Süden und Westen sowie Islington im Süden und Osten. Der Code für den Postbezirk ist N6.

## Geschichte

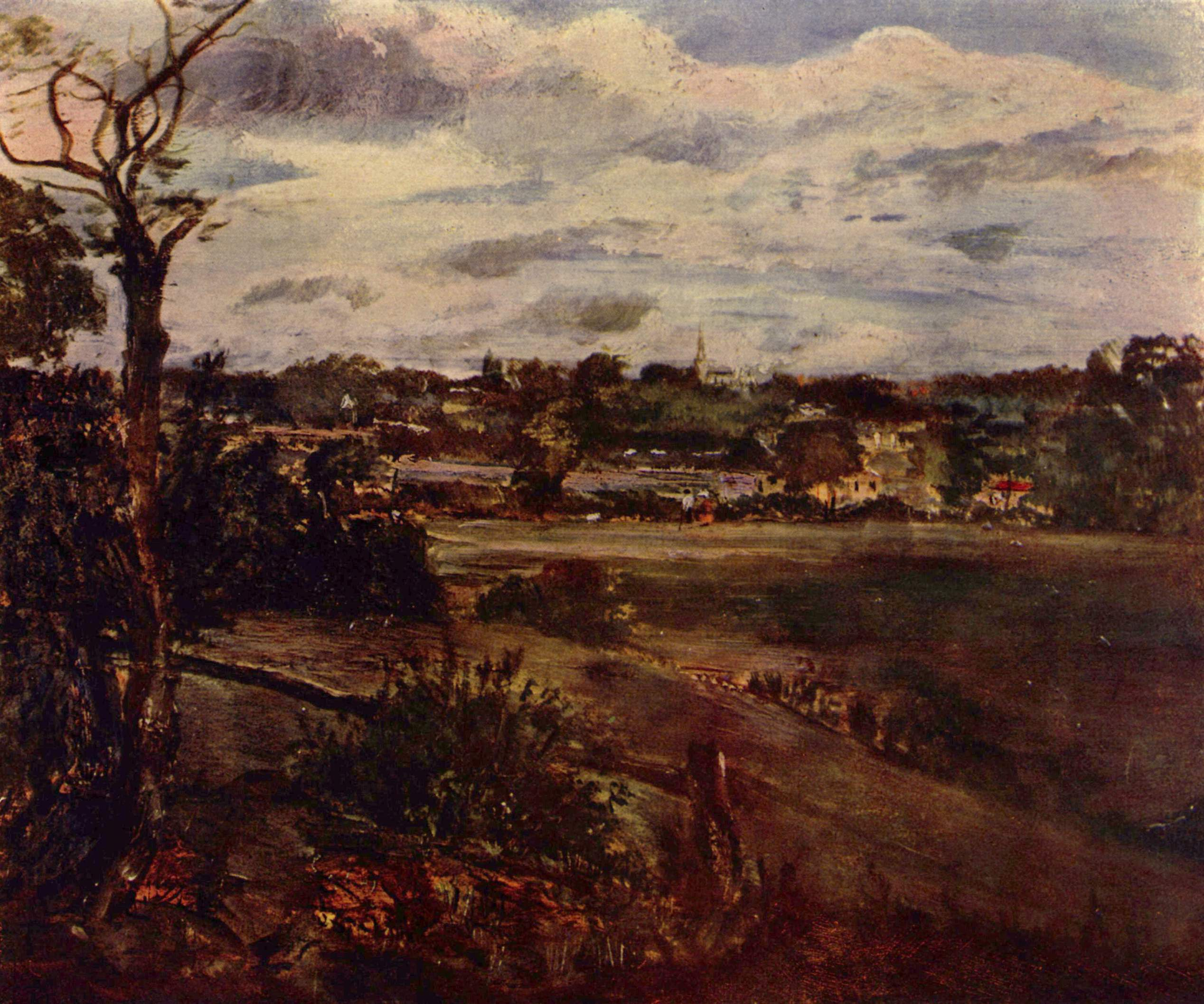
Ansicht Highgates, Gemälde von John Constable, entstanden im ersten Viertel des 19. Jahrhunderts

Historisch lag Highgate in der Nachbarschaft des Jagdreviers des Bischofs von London. Der Bischof unterhielt eine Mautstation an der Stelle, an der die nach Norden aus London herausführende Landstraße seine Ländereien erreichte. An der Strecke entstand eine Vielzahl von Gasthäusern, von denen das Gatehouse an die frühere Mautstation erinnert.
Im 18. Jahrhundert trieb der Straßenräuber Dick Turpin auch in der Umgebung von Highgate sein Unwesen.
In der Hampstead Lane und auf dem Highgate Hill befinden sich die aus roten Backsteinen im Viktorianischen Stil gebauten Gebäude der Highgate School mit der dazugehörigen Chapel of St Michael. Die Schule spielte eine wesentliche Rolle in der Entwicklung des Dorfes. Sie befindet sich noch heute an der Stelle, an der sie gegründet wurde, mit Urkunden, die Elisabeth I. 1565 ausgestellt hatte.
Das Gebiet nördlich von High Street und Hampstead Lane war Teil des Parishs von Hornsey und später des Municipal Borough of Hornsey, wobei der Sitz dieses Boroughs lange Jahre in Highgate war.
Am Highgate Hill, der steilen Straße zwischen Archway und Highgate, wurde die erste Standseilbahn in Europa gebaut. Sie wurde zwischen 1884 und 1909 betrieben.

## Prominente Bewohner
Zu früheren und heutigen Bewohnern Highgates gehören Sheikh Razzak Ali, Tariq Ali, Stanley Baxter, Andy Bell,  Arthur Boyd, Jacob Bronowski, Pierce Brosnan, Clifford Curzon, Ray Davies, Roger Fry, Stephen Gately, Stella Gibbons, Terry Gilliam, Jeremy Hardy, Freddie Highmore, Bob Hoskins, Terry Jones, Ulrika Jonsson, Judge Jules, David Ryan Jordan (Air Traffic), Jude Law und Sienna Miller, Marina Diamandis, Yehudi Menuhin (und später in dessen altem Wohnhaus Sting), Ewan McGregor, George Michael, Kate Moss, Chris Moyles, Paul Nicholas, Christopher Nolan, Clive Owen, Cliff Parisi, Tim Pigott-Smith, J. B. Priestley, Jonathan Pryce, Dizzee Rascal, Heath Robinson, John James Sainsbury, Peter Sellers, Mike Skinner, Alison Steadman, Imre Varadi, Rod Stewart, Victoria Wood, Michael Dunlop Young, Toby Young und Alex Zane.
Auf dem Highgate Cemetery befinden sich unter anderen die letzten Ruhestätten von Karl Marx, Michael Faraday, Douglas Adams, George Eliot, Jacob Bronowski, Ralph Richardson, Christina Rossetti, Sidney Nolan, Alexander Litwinenko, Malcolm McLaren und Radclyffe Hall.
Benachbart zum Friedhof ist der Holly Lodge Estate, der einer von nur zwei solchen Herrensitzen ist, die im Vereinigten Königreich für eine alleinlebende Frau erbaut wurden; das Anwesen war das Eigentum und der Wohnsitz von Baronin Angela Georgina Burdett-Coutts. Zwischen 1930 und 1939 lebte auch Bridget Hitler, die Frau von Adolf Hitlers Halbbruder Alois mit dem gemeinsamen Sohn in Highgate. Der frühere Fußballspieler des FC Arsenal, Leslie Compton, besaß nach seiner Karriere in Highgate ein Pub.
Die Wahlkreisabgeordnete für Hampstead and Highgate ist seit 1992 die Labour-Abgeordnete Glenda Jackson. Seit den britischen Unterhauswahlen 2010 ist dieser Teil Highgates Teil des Wahlkreises Hampstead and Kilburn. Lynne Featherstone von den Liberal Democrats ist die Wahlkreisabgeordnete im Wahlkreis Hornsey and Wood Green, der den nördlichen Teil Highgates einschließt.
Zu den Schülern, die die Highgate School besuchten, gehören T. S. Eliot, der später an dieser Schule Lehrer von John Betjeman war, der Dichter Gerard Manley Hopkins, die Komponisten John Taverner und John Rutter, der Mathematiker John Venn, Schauspieler Geoffrey Palmer und die Politiker Anthony Crosland und Charles Clarke.
Peter Sellers lebte als Junge in einem Cottage an der Muswell Hill Road, wo er mit seiner Mutter lebte, als diese ihn auf katholische Jungenschule St Aloysius in Hornsey Lane schickte.
In viktorianischer Zeit war St Mary Magdalene in Highgate ein Heim für „gefallene Frauen“, wo von 1859 bis 1870 Christina Rossetti tätig war. Es hat sie wahrscheinlich zu ihrem bekanntesten Gedicht inspiriert, Goblin Market.
1817 kam der Dichter und Philosoph Samuel Taylor Coleridge nach Highgate, um sich im Haus des Arztes James Gillman seiner Sucht nach Opium zu entziehen. Gillman errichtete für den Dichter einen Anbau, in dem Coleridge für den Rest seines Lebens lebte. Während seines Aufenthaltes hier wurden einige seiner bekanntesten Gedichte, darunter Kubla Khan, das erste Mal veröffentlicht. Seine autobiographische Biographia Literaria erschien 1817. Er starb hier am 25. Juli 1834 und ist in der Krypta der St Michael’s Church bestattet.

### In Highgate geborene Persönlichkeiten
- Jessie Catherine Couvreur (1848–1897), australische Schriftstellerin
- Oswald Turnbull (1890–1970), Tennisspieler
- Rod Stewart (* 1945), Rock- und Popsänger
- Tabitha Stoecker (* 2000), Skeletonsportlerin

## Populäre Kultur
Highgate ist Thema in Film, Musik und Theater. Die Gothic-Horror-Atmosphäre des Friedhofs hat für einige Hammer-Filme der 1970er Jahre den Hintergrund geliefert. In jüngerer Zeit wurden Shaun of the Dead (2004) und Das Bildnis des Dorian Gray (2009) hier gedreht. Auch eine bekannte pantomimische Theaterszene spielt in Highgate. Dick Whittington and His Cat sind Charaktere einer englischen Geschichte, die 1605 für die Bühne adaptiert wurde und seit dem 19. Jahrhundert zu einer der populärsten Pantomimestücke wurde. Sie basiert sehr frei auf der historischen Person Richard Whittington, einem mittelalterlichen Lord Mayor of London. Dick, ein Junge aus einer armen Familie in Gloucestershire, wanderte nach London, um dort sein Glück zu machen und wird dabei von seiner Katze begleitet. Dort hat er jedoch wenig Erfolg, sodass sich Dick und seine Katze auf den Heimweg machen. In der Nähe vom Highgate Hill hören sie die Glocken von St Mary-le-Bow; Dick glaubt, dass sie ihm eine Aufforderung sind, umzukehren und schließlich zum Lord Mayor of London zu werden. Sie gehen nach London zurück; Dick ist erfolgreich und wird tatsächlich Lord Mayor. Das Whittington Hospital auf dem Highgate Hill ist hiernach benannt, und eine Statue von Dicks treuer Katze steht unweit davon.

## Verkehr und Umgebung

### Nachbarschaft
- Archway
- Crouch End
- Dartmouth Park
- Finchley
- Hampstead
- Holloway
- Hornsey
- Muswell Hill

### U-Bahn-Stationen
- Highgate
- Archway

### Sehenswürdigkeiten

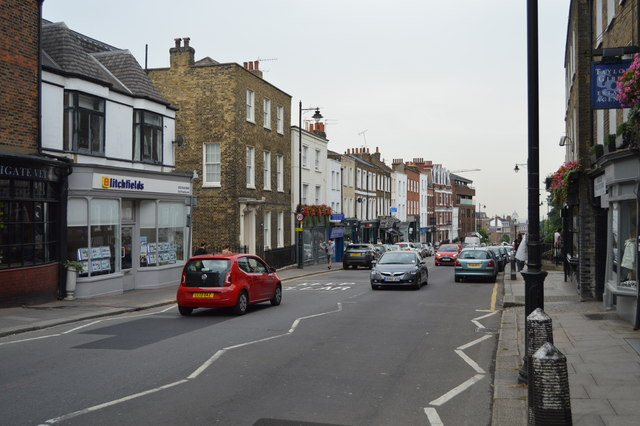
High Street (2016)

Highgate ist bekannt für seine Pubs. Zu weiteren Sehenswürdigkeiten gehören:
- Highgate Cemetery
- Highgate School
- Highgate Wood
- Holly Village (von Angela Burdett-Coutts gestiftetes, 1865 fertiggestelltes neogotisches Gebäudeensemble)
- Jacksons Lane
- Kenwood House
- Highpoint I und II
- Athlone House (früher als Caen Wood Towers bekannt, 1942–1948 Heimat der RAF Intelligence School)
- Archway Bridge

## Aussprache
Der Name des Ortes wird üblicherweise ˈhaɪɡeɪt ausgesprochen.